# Four-Calendar Café
| Оценки критиков | Оценки критиков |
| Источник        | Оценка          |
| --------------- | --------------- |
| AllMusic        | [ 1 ]           |
| NME             | (8/10)          |
| Q               | [ 3 ]           |
| Rolling Stone   | (favourable)    |
| Spin            | (favourable)    |

Four-Calendar Café — седьмой студийный альбом шотландской группы Cocteau Twins, вышедший 18 октября 1993 года.
Альбом достиг позиции № 13 в британском чарте UK Albums Chart, став пятым для группы диском, попавшим в UK Top-40 album, где находился 3 недели.

## Об альбоме
Альбом получил положительные отзывы музыкальных критиков и интернет-изданий, например: AllMusic, NME, Rolling Stone, Q.
Журнал NME также позитивно оценивая эту новую работу, назвал Four-Calendar Café одним из лучших дисков 1993 года, поместив его на позицию № 46 в их списке Albums of the Year 1993.

## Список композиций
Авторы всех песен Cocteau Twins (Элизабет Фрейзер, Робин Гутри, Саймон Рэймонд).
1. «Know Who You Are at Every Age» — 3:42
2. «Evangeline» — 4:31
3. «Bluebeard» — 3:56
4. «Theft, and Wandering Around Lost» — 4:30
5. «Oil of Angels» — 4:38
6. «Squeeze-Wax» — 3:49
7. «My Truth» — 4:34
8. «Essence» — 3:02
9. «Summerhead» — 3:39
10. «Pur» — 5:02

## Участники записи
- Элизабет Фрейзер — вокал
- Робин Гутри[англ.] — гитара
- Саймон Рэймонд[англ.] — бас-гитара